# Madách Imre Gimnázium (Salgótarján)
A Madách Imre Gimnázium Salgótarján egyik legkiemelkedőbb középfokú oktatási intézménye. 1923-as alapítása óta több helyen is működött, 1987 óta az Arany János úton található. Már sokszor szerepelt a legkiemelkedőbb középiskolák között. [forrás?]

## Története
A Salgótarjáni Kőszénbánya Rt., a Rimamurányi-Salgótarjáni Vasmű Rt. és az Észak-Magyarországi Kőszénbánya Rt. vezetői 1923-ban kezdeményezték egy helyi középiskola létrehozását. Ennek eredményeként május 23-án az akkori Vallás és Közoktatásügyi Minisztérium engedélyt adott az intézmény megszervezésére Főgimnáziumi Előkészítő Tanfolyam néven, mely szeptember 11-én kezdte meg a tanítást. 1925-ben Móricz Zsigmond leánya, Lívia is az intézmény tanulója volt. 1926-ban iskolai önképzőkör alakult, ennek tiszteletére Juhász Gyula köszöntő verset írt. 1927-ben az intézmény nyilvánossági jogot szerzett. 1929. november 5-én gróf Klebelsberg Kuno, az akkori vallás- és közoktatási miniszter látogatást tett az iskolában. 1939 áprilisában a gimnáziumot államosították, algimnáziummá minősítették, és ehhez kereskedelmi középiskola kapcsolódott.
1946-ban a gimnázium a volt csendőriskola épületébe költözött. 1950-ben megindult a gépipari technikumi képzés is. 1952-re az iskola követelményrendszerével és eredményeivel túlnőtt a megye határain. 1962-ben a gimnáziumi mellett szakközépiskolai osztályok is indultak. A zsúfoltság csökkentése érdekében új gimnáziumot indítottak a városban. A Madách Imre Gimnázium arculata elsősorban szakközépiskolai jellegűvé vált. Közben bővült a szakközépiskolai profil, 1967-ben beindult az első egészségügyi osztály, majd 1970-ben az építőipari szakközépiskolai képzés is kezdetét vette. 1973-ban gazdag rendezvénysorozattal fennállásának 50. évfordulóját ünnepelte az intézmény. Eddigi munkája elismeréseként az intézményt Madách emlékéremmel tüntette ki a megye vezetése.
Az egészségügyi osztályok kiválásával 1976-ban megszületett a város új szakközépiskolája.
Az iskola 12 osztállyal az akkori Malinovszkij útra (Acélgyári út) költözött.
Ugyanebben az évben került megszervezésre és beindításra a testnevelési tagozat is, mely máig meghatározó eleme az intézmény képzési kínálatának.
1987-ben a szakközépiskolai osztályok leválasztásra kerültek, és a gimnázium új, jelenlegi épületében folytatta önálló életét. 1989. január 25-én nyílt az első kiállítás a Madách Galériában. 1994-ben a tantestület létrehozta a Lucem Contra Noctem Alapítványt a tehetséges tanulók fejlődésének segítésére, a kiváló pedagógiai és tanulói teljesítmények jutalmazására. Az első, érettségire épülő szakképzés 1995-ben indult. Intézményfenntartói döntés következtében 1996-ban esti és levelező tagozatos képzéssel egészült ki a képzési kínálat. 1998. január 23-án ünnepélyes keretek között alakult meg a Madách-hagyomány Ápoló Egyesület. Ugyanebben az évben augusztus 31-én az intézmény 75. tanévének ünnepélyes megnyitása zajlott. 1999. január 14-én Nógrád megye Madách-díjat adományozott az iskola közösségének. A 80. tanév ünnepélyes rendezvénysorozatának megnyitására 2003. szeptember 1-jén került sor.
Salgótarján Megyei Jogú Város Önkormányzata 2007. augusztus 1-jétől integrált intézményként működteti az iskolát, a Kanizsai Dorottya Egészségügyi Szakközépiskolával bővítve.

## Igazgatói
- 1923-1939: Dr. Szabó Lajos
- 1939-1941: Dr. Gerhauser Albert
- 1941-1945: Zavilla Viktor
- 1945: Őrsi Károly
- 1945-1946: Dr. Sipos Lajos
- 1946-1949: Czakó János
- 1949-1953: Kmetyi Ferenc
- 1953-1957: Bácskay János
- 1957-1961: Dr. Ravasz Dezső
- 1961-1962: Versényi György
- 1962-1969: Herold László
- 1969-1970: Fejes Lászlóné
- 1970-1976: Barabás György
- 1976-1987: Csík Pál
- 1987-1992: Molnár György
- 1992-1993: Fekete László
- 1993-1996: Básti Istvánné
- 1996-2002: Kovács Tibor
- 2002-2007: Pauman Mária
- 2007-2012: Varga Judit
- 2013- : Szluka Pálné